# Escudo del Territorio de la Capital Australiana
El escudo de armas de la ciudad de Camberra fue creado por el Departamento de Asuntos Internos y Territoriales de la Mancomunidad en 1927, en respuesta a una petición del Departamento de Defensa de la Mancomunidad, que quería usarlo en el navío HMAS Camberra que había sido recientemente comisionado.
La Comisión de la Capital Federal (FCC) anunció un concurso para diseñar un escudo de armas tanto para la ACT y la FCC.
En abril de 1928, el diseño del señor C. R. Wylie, después de haber ganado la competición, fue enviado al Colegio de Armas, en Londres, para su aprobación. Después de los ajustes de menor importancia, el Rey Jorge V concedió el diseño por Real Cédula el 8 de octubre de 1928. El Colegio de Armas emitió la ejemplificación oficial (interpretación artística) y blasón (descripción) el 7 de noviembre de 1928, junto con una cresta.
Desde 1993, una versión modificada de este escudo de armas aparece también en la bandera del Territorio de la Capital Australiana.

## Simbolismo
Los diversos símbolos del escudo de armas se explican a continuación:
- La corona simboliza la autoridad real;

- La maza simboliza el Parlamento de Australia;

- La espada simboliza la espada del estado;

- El castillo cuenta con tres torres, simbolizando los tres poderes del Estado (ejecutivo, legislativo y judicial);

- La Rosa Blanca es la insignia del duque de York que inauguró el antiguo edificio del Parlamento de Australia en 1927, y quien más tarde sería coronado como el Rey Jorge VI del Reino Unido.

- El rastrillo coronado simboliza el parlamento, siendo este el símbolo tradicional del palacio de Westminster (que alberga el Parlamento del Reino Unido);

- Detrás del rastrillo está un árbol de goma que simboliza el apodo de Camberra The Bush Capital (en castellano: «La Capital del Monte»);

- Los soportes son idealmente el cisne negro australiano, representando los aborígenes australianos, y el cisne blanco europeo, representando los colonos blancos.

- El lema es For the Queen, the Law and the People que traducido al español significa “Por la reina, la Ley y el Pueblo”, un lema común en la historia europea.